# Consistório Ordinário Público de 1876

## Cardeais Eleitores
| Nº                 | País               | Nome                             | Idade              | Cargo                            | Título ou Diaconia                                 |
| Cardeais eleitores | Cardeais eleitores | Cardeais eleitores               | Cardeais eleitores | Cardeais eleitores               | Cardeais eleitores                                 |
| ------------------ | ------------------ | -------------------------------- | ------------------ | -------------------------------- | -------------------------------------------------- |
| 1                  | Itália             | Bartolomeo d'Avanzo              | 64                 | Bispo de Teano-Calvi             | Cardeal-presbítero de Santa Susana                 |
| 2                  | Itália             | Johannes Baptist Franzelin, S.J. | 59                 | Presbítero da Companhia de Jesus | Cardeal-presbítero de São Bonifácio e Santo Aleixo |

## Link Externo
- «Catholic Hierarchy» (em inglês)